# Campo Pequeno
Campo Pequeno (port: Praça de Touros do Campo Pequeno) – arena walk byków w Lizbonie, w Portugalii. Znajduje się ona na placu Campo Pequeno, przy Avenida da República. Po gruntownej modernizacji obiekt został w 2006 ponownie otwarty jako miejsce organizacji różnorodnych wydarzeń kulturalnych i koncertów oprócz walk byków. W Campo Pequeno mieszczą się restauracje oraz podziemne centrum handlowe z parkingiem. Taką samą nazwę nosi stacja metra.

## Historia
Campo Pequeno został wybudowany w latach 1890-1892 pod nadzorem portugalskiego architekta António José Dias da Silva. Jego projekt został zainspirowany podobną areną z Madrytu, autorstwa Emilio Rodriguez Ayuso, który został zburzony później. Został zaprojektowany w stylu Neo-Mudèjar, stylem zainspirowanym starą arabską architekturą z Półwyspu Iberyjskiego. Nowa arena zastąpiła starą, położoną w Campo de Santana.